# Huwajs Bin Hudajb
Huwajs Bin Hudajb (arab. حوايس بن هديب) – wieś w Syrii, w muhafazie Hama. W 2004 roku liczyła 555 mieszkańców.